# Gouvernement Mikhaïl Michoustine (1)
Fédération de Russie
Medvedev II Michoustine II
Le gouvernement Mikhaïl Michoustine est le gouvernement de la Russie du 16 janvier 2020 au 14 mai 2024.

## Historique

### Nomination de Mikhaïl Michoustine
Mikhaïl Michoustine est proposé comme président du gouvernement le 15 janvier 2020 à la Douma par Vladimir Poutine après la démission de Dmitri Medvedev pour siéger au Conseil de sécurité de Russie.

### Vote de confiance à la Douma

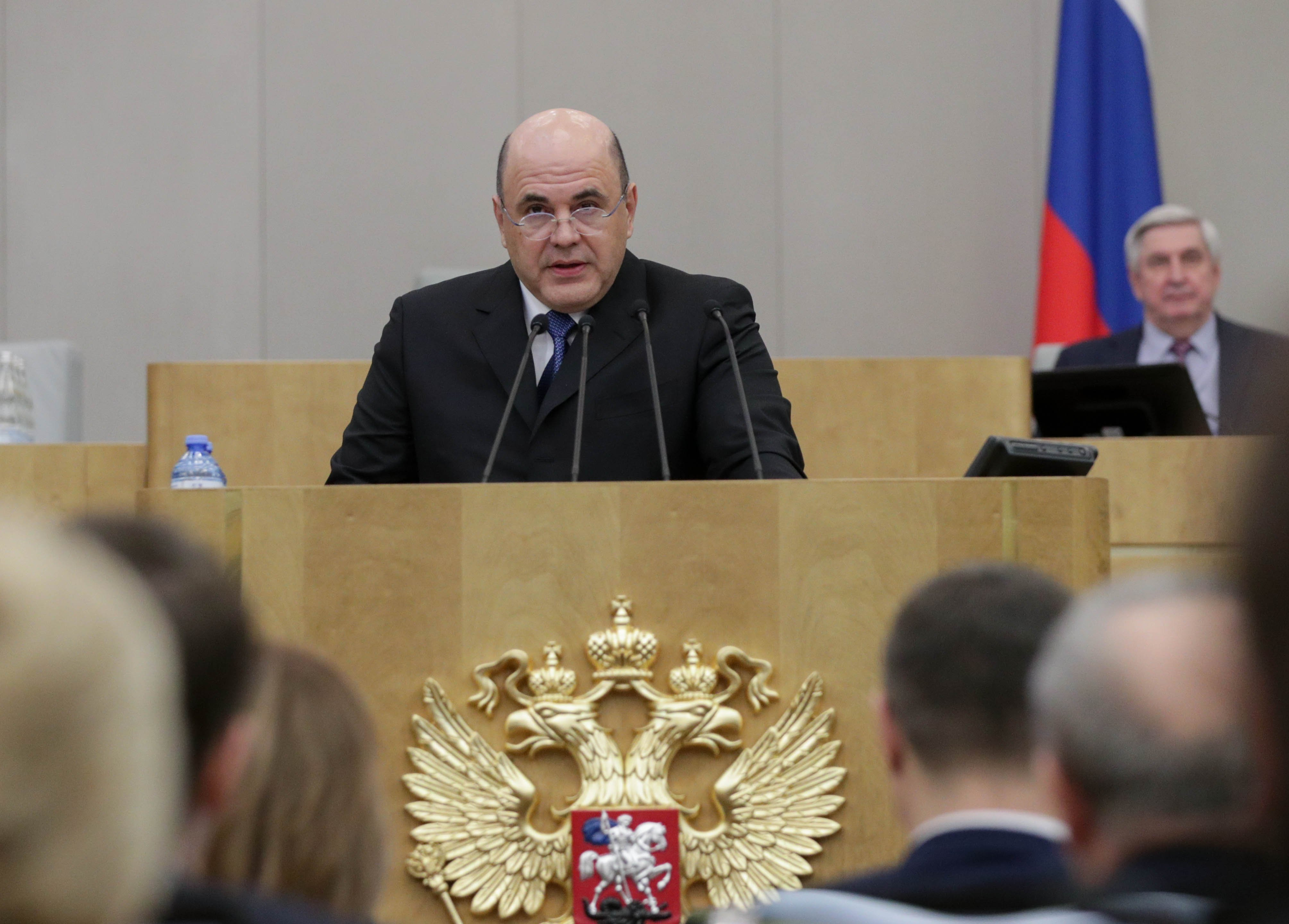
Mikhaïl Michoustine lors de son audition à la Douma le 16 janvier 2020.

| Candidat | Candidat                          | Date            |                         | Parti       | Parti | Membres | Votes  | Votes      | Votes       | Votes |
| Candidat | Candidat                          | Date            | Pour                    | Parti       | Parti | Membres | Contre | Abstention | Ne vote pas |       |
| -------- | --------------------------------- | --------------- | ----------------------- | ----------- | ----- | ------- | ------ | ---------- | ----------- | ----- |
|          | Mikhaïl Michoustine (indépendant) | 16 janvier 2020 |                         | Russie unie | 341   | 326     | 0      | 0          | 15          |       |
|          | Mikhaïl Michoustine (indépendant) | 16 janvier 2020 | Parti communiste        | 43          | 0     | 0       | 41     | 2          |             |       |
|          | Mikhaïl Michoustine (indépendant) | 16 janvier 2020 | Parti libéral-démocrate | 40          | 39    | 0       | 0      | 1          |             |       |
|          | Mikhaïl Michoustine (indépendant) | 16 janvier 2020 | Russie juste            | 23          | 17    | 0       | 0      | 6          |             |       |
|          | Mikhaïl Michoustine (indépendant) | 16 janvier 2020 | Rodina                  | 1           | 1     | 0       | 0      | 0          |             |       |
|          | Mikhaïl Michoustine (indépendant) | 16 janvier 2020 | Plateforme civique      | 1           | 0     | 0       | 0      | 1          |             |       |
|          | Mikhaïl Michoustine (indépendant) | 16 janvier 2020 | Vacants                 | 1           | 1     | 1       | 1      | 1          |             |       |
| Total    | Total                             | 16 janvier 2020 | 450                     | 383         | 0     | 41      | 25     |            |             |       |

## Composition

### Initiale (21 janvier 2020)
- Les nouveaux ministres sont indiqués en gras, ceux ayant changé d'attributions en italique.

| Image                           | Fonction | Titulaire | Titulaire                              | Parti          |
| ------------------------------- | --- | --------- | -------------------------------------- | -------------- |
|                                 | Président du gouvernement |           | Mikhaïl Michoustine                    | Indépendant    |
| Vice-présidents du gouvernement | |           |                                        |                |
|                                 | Premier vice-président du gouvernement Chargé de la politique Financière et Économique et des Projets nationaux                                        |           | Andreï Belooussov                      | Indépendant    |
|                                 | Vice-présidente du gouvernement Chef de cabinet du gouvernement                                                                                        |           | Dmitry Grigorenko                      | Indépendant    |
|                                 | Vice-présidente du gouvernement Représentant plénipotentiaire du président de la fédération de Russie dans le district fédéral extrême-oriental        |           | Iouri Troutnev                         | Russie unie    |
|                                 | Vice-présidente du gouvernement Chargée du Complexe agro-industriel, des ressources naturelles et de l'Écologie                                        |           | Viktoria Abramtchenko (ru)             | Indépendant    |
|                                 | Vice-présidente du gouvernement Chargée de la Politique sociale                                                                                        |           | Tatiana Golikova                       | Russie unie    |
|                                 | Vice-présidente du gouvernement Chargé de l'Industrie de la défense et de l'Espace                                                                     |           | Iouri Borissov                         | Indépendant    |
|                                 | Vice-présidente du gouvernement Chargé de l'Intégration eurasiatique, de la Coopération avec la CEI, les BRICS, le G20 et les Réunions internationales |           | Alekseï Overtchouk (ru)                | Indépendant    |
|                                 | Vice-présidente du gouvernement Chargé de la Construction et du Développement régional                                                                 |           | Marat Khousnoulline                    | Indépendant    |
|                                 | Vice-présidente du gouvernement Chargé du Tourisme, du Sport, de la Culture et des Communications                                                      |           | Dmitri Tchernychenko (en)              | Indépendant    |
| Ministres fédéraux              | |           |                                        |                |
|                                 | Ministre de l'Agriculture |           | Dmitri Patrouchev (en)                 | Indépendant    |
|                                 | Ministre du Développement numérique, des Communications et des Médias (ru)                                                                             |           | Maksout Chadaïev (en)                  | Indépendant    |
|                                 | Ministre de la Construction et du Logement (ru) |           | Vladimir Iakouchev                     | Russie Unie    |
|                                 | Ministre de la Culture (ru) |           | Olga Lioubimova                        | Indépendante   |
|                                 | Ministre de la Défense |           | Sergueï Choïgou                        | Russie unie    |
|                                 | Ministre du Développement de l'extrême Orient et de l'Arctique (ru)                                                                                    |           | Aleksandr Kozlov (ru)                  | Russie Unie    |
|                                 | Ministre du Développement économique |           | Maksim Rechetnikov (ru)                | Russie unie    |
|                                 | Ministre de l'Éducation (ru) |           | Sergueï Kravtsov                       | Indépendant    |
|                                 | Ministre des Situations d'urgence |           | Evgueni Zinitchev                      | Indépendant    |
|                                 | Ministre de l'Énergie (ru) |           | Alexandre Novak                        | Russie Unie    |
|                                 | Ministre des Finances |           | Anton Silouanov                        | Russie unie    |
|                                 | Ministre des Affaires étrangères |           | Sergueï Lavrov                         | Russie unie    |
|                                 | Ministre de la Santé |           | Mikhaïl Mourachko                      | Indépendant    |
|                                 | Ministre de l'Industrie et du Commerce (ru) |           | Denis Mantourov                        | Russie unie    |
|                                 | Ministre de l'Intérieur |           | Vladimir Kolokoltsev                   | Indépendant    |
|                                 | Ministre de la Justice |           | Constantin Tchouïtchenko               | Russie unie    |
|                                 | Ministre du Travail et de la Protection sociale (ru)                                                                                                   |           | Anton Kotiakov (ru)                    | Indépendant    |
|                                 | Ministre des Ressources naturelles et de l'Environnement                                                                                               |           | Dmitri Kobylkine (jusqu'au 09/11/2020) | Russie Unie    |
|                                 | Ministre des Ressources naturelles et de l'Environnement                                                                                               |           | Svetlana Radchenko (intérim)           | Indépendant    |
|                                 | Ministre des Sciences et de l'Enseignement supérieur                                                                                                   |           | Valeri Falkov (ru)                     | Indépendant    |
|                                 | Ministre des Sports (ru) |           | Oleg Matytsine (en)                    | Indépendant    |
|                                 | Ministre des Transports |           | Evgueni Dietrich (jusqu'au 09/11/2020) | Sans étiquette |
|                                 | Ministre des Transports |           | Aleksandr Neradko (intérim)            | Indépendant    |

### Remaniement du 10 novembre 2020
- Les nouveaux ministres sont indiqués en gras, ceux ayant changé d'attributions en italique.

| Image                           | Fonction | Titulaire | Titulaire                                                   | Parti        |
| ------------------------------- | --- | --------- | ----------------------------------------------------------- | ------------ |
|                                 | Président du gouvernement |           | Mikhaïl Michoustine                                         | Indépendant  |
| Vice-présidents du gouvernement | |           |                                                             |              |
|                                 | Premier vice-président du gouvernement Chargé de la politique Financière et Économique et des Projets nationaux                                        |           | Andreï Belooussov                                           | Indépendant  |
|                                 | Vice-présidente du gouvernement Chef de cabinet du gouvernement                                                                                        |           | Dmitry Grigorenko                                           | Indépendant  |
|                                 | Vice-présidente du gouvernement Représentant plénipotentiaire du président de la fédération de Russie dans le district fédéral extrême-oriental        |           | Iouri Troutnev                                              | Russie unie  |
|                                 | Vice-présidente du gouvernement Chargée du Complexe agro-industriel, des ressources naturelles et de l'Écologie                                        |           | Viktoria Abramtchenko (ru)                                  | Indépendant  |
|                                 | Vice-présidente du gouvernement Chargée de la Politique sociale                                                                                        |           | Tatiana Golikova                                            | Russie unie  |
|                                 | Vice-présidente du gouvernement Chargé de l'Industrie de la défense et de l'Espace                                                                     |           | Iouri Borissov (jusqu'au 12/07/2022)                        | Indépendant  |
|                                 | Vice-présidente du gouvernement Chargé de l'Industrie de la défense et de l'Espace                                                                     |           | Denis Mantourov                                             | Russie unie  |
|                                 | Vice-présidente du gouvernement Chargé de l'Intégration eurasiatique, de la Coopération avec la CEI, les BRICS, le G20 et les Réunions internationales |           | Alekseï Overtchouk (ru)                                     | Indépendant  |
|                                 | Vice-présidente du gouvernement Chargé de la Construction et du Développement régional                                                                 |           | Marat Khousnoulline                                         | Indépendant  |
|                                 | Vice-présidente du gouvernement Chargé du Tourisme, du Sport, de la Culture et des Communications                                                      |           | Dmitri Tchernychenko (en)                                   | Indépendant  |
|                                 | Vice-présidente du gouvernement Chargé du Complexe énergétique                                                                                         |           | Alexandre Novak                                             | Russie unie  |
| Ministres fédéraux              | |           |                                                             |              |
|                                 | Ministre de l'Agriculture |           | Dmitri Patrouchev (en)                                      | Indépendant  |
|                                 | Ministre du Développement numérique, des Communications et des Médias (ru)                                                                             |           | Maksout Chadaïev (en)                                       | Indépendant  |
|                                 | Ministre de la Construction et du Logement (ru) |           | Irek Faïzoulline (en)                                       | Indépendante |
|                                 | Ministre de la Culture (ru) |           | Olga Lioubimova                                             | Indépendante |
|                                 | Ministre de la Défense |           | Sergueï Choïgou                                             | Russie unie  |
|                                 | Ministre du Développement de l'Extrême-Orient et de l'Arctique (ru)                                                                                    |           | Alexeï Tchekounkov                                          | Indépendant  |
|                                 | Ministre du Développement économique |           | Maksim Rechetnikov (ru)                                     | Russie unie  |
|                                 | Ministre de l'Éducation (ru) |           | Sergueï Kravtsov                                            | Indépendant  |
|                                 | Ministre des Situations d'urgence |           | Evgueni Zinitchev (mort le 08/09/2021)                      | Indépendant  |
|                                 | Ministre des Situations d'urgence |           | Aleksandr Tchouprian (ru) (intérim, à partir du 10/09/2021) | Indépendant  |
|                                 | Ministre des Situations d'urgence |           | Alexandre Kourenkov (à partir du 25/05/2022)                | Russie unie  |
|                                 | Ministre de l'Énergie (ru) |           | Nikolaï Choulguinov (ru)                                    | Indépendant  |
|                                 | Ministre des Finances |           | Anton Silouanov                                             | Russie unie  |
|                                 | Ministre des Affaires étrangères |           | Sergueï Lavrov                                              | Russie unie  |
|                                 | Ministre de la Santé |           | Mikhaïl Mourachko                                           | Indépendant  |
|                                 | Ministre de l'Industrie et du Commerce (ru) |           | Denis Mantourov                                             | Russie unie  |
|                                 | Ministre de l'Intérieur |           | Vladimir Kolokoltsev                                        | Indépendant  |
|                                 | Ministre de la Justice |           | Constantin Tchouïtchenko                                    | Russie unie  |
|                                 | Ministre du Travail et de la Protection sociale (ru)                                                                                                   |           | Anton Kotiakov (ru)                                         | Indépendant  |
|                                 | Ministre des Ressources naturelles et de l'Environnement                                                                                               |           | Aleksandr Kozlov (ru)                                       | Russie unie  |
|                                 | Ministre des Sciences et de l'Enseignement supérieur                                                                                                   |           | Valeri Falkov (ru)                                          | Indépendant  |
|                                 | Ministre des Sports (ru) |           | Oleg Matytsine (en)                                         | Indépendant  |
|                                 | Ministre des Transports |           | Vitali Saveliev                                             | Russie unie  |